# Grantessa
Grantessa is een geslacht van sponsdieren uit de klasse van de Calcarea (kalksponzen).

## Soorten
- Grantessa ampullae Hozawa, 1940
- Grantessa anisactina Borojevic & Peixinho, 1976
- Grantessa basipapillata Hozawa, 1916
- Grantessa boomerang (Dendy, 1893)
- Grantessa borojevici Van Soest & De Voogd, 2015
- Grantessa compressa (Carter, 1886)
- Grantessa erecta (Carter, 1886)
- Grantessa erinaceus (Carter, 1886)
- Grantessa gracilis (Lendenfeld, 1885)
- Grantessa grantiformis Koltun, 1952
- Grantessa hirsuta (Carter, 1886)
- Grantessa hispida Dendy, 1893
- Grantessa intusarticulata (Carter, 1886)
- Grantessa mitsukurii Hozawa, 1916
- Grantessa nemurensis Hozawa, 1929
- Grantessa parva Tanita, 1942
- Grantessa pelagica (Ridley, 1881)
- Grantessa pluriosculifera (Carter, 1886)
- Grantessa polyperistomia (Carter, 1886)
- Grantessa preiwischi Dendy & Row, 1913
- Grantessa ramosa (Haeckel, 1872)
- Grantessa rarispinosa Borojevic, 1967
- Grantessa sacca Lendenfeld, 1885
- Grantessa sagamiana Hozawa, 1916
- Grantessa shimeji Hozawa, 1916
- Grantessa shimoda Tanita, 1942
- Grantessa spissa (Carter, 1886)
- Grantessa tenhoveni Van Soest & De Voogd, 2015